# Lühmannsdorf
Lühmannsdorf är en ortsteil i staden Karlsburg i Landkreis Vorpommern-Greifswald i förbundslandet Mecklenburg-Vorpommern i Tyskland. Lühmannsdorf var en kommun fram till 26 maj 2019 när den uppgick i Karlsburg. Lühmannsdorf hade 679 invånare 2019.